# Akillessene
Akillessene er den sene, der er placeret bagerst på foden.
Senen er blevet opkaldt efter Achilleus, der efter sigende blev dyppet i floden Styx, hvilket gjorde ham usårlig. Han blev dog holdt i den højre fod, hvilket gjorde hans hæl til det svageste sted på kroppen – og det var netop der Prins Paris ramte ham med en pil, hvilket var dræbende.
På mennesker er en skade på senen næppe dødelig – men forårsager en voldsom smerte, der i sig selv på det nærmeste kan være lammende.
| Anatomi | Spire Denne artikel om anatomi er en spire som bør udbygges. Du er velkommen til at hjælpe Wikipedia ved at udvide den. |